# Терентьева, Александра Ивановна
Александра Ивановна Терентьева (1911 — ?) — советский учёный-генетик, селекционер табака, лауреат Государственной премии СССР (1970).
Родилась в 1911 году. Член ВКП(б)/КПСС с 1946 года.
Окончила Краснодарский институт специальных и технических культур (1933).
С 1933 г. работала во Всесоюзном НИИ табака и махорки (ВНИИТМ) в Краснодаре (в 1942—1944 гг. в эвакуации в Алма-Ате): младший научный сотрудник, с 1971 г. старший научный сотрудник лаборатории генетики.
Кандидат сельскохозяйственных наук (1971).
Соавтор устойчивого к болезням и высокоурожайного (до 40 ц/га сухого листа) сорта табака Иммунный 580, с 1969 года районированного для Краснодарского края, Молдавии и Азербайджана.
Лауреат Государственной премии СССР (1970) — за разработку метода отдалённой гибридизации растений с целью получения сортов, устойчивых к болезням.
Сочинения:
- Терентьева А. И. Иммунный 580 — новый сорт табака— Табак, 1971. № 2.
- Кузнецова Д. В., Терентьева А. И. Цитологические особенности и наследование иммунитета к мучнистой росе у межвидовых гибридов табака. Сб. н.-и. работ ВИТИМ, 1973, № 158, с. 43-55.